# Corsa molybdopasta
Corsa molybdopasta là một loài bướm đêm trong họ Noctuidae.